# Clathria fascicularis
Clathria fascicularis är en svampdjursart som beskrevs av Topsent 1889. Clathria fascicularis ingår i släktet Clathria och familjen Microcionidae. Inga underarter finns listade i Catalogue of Life.